# Maternidade de Campinas
A Maternidade de Campinas é um hospital localizado na região central de Campinas, fundada em 1913 e ocupa a atual sede, na avenida Orozimbo Maia, desde 1965.

## História

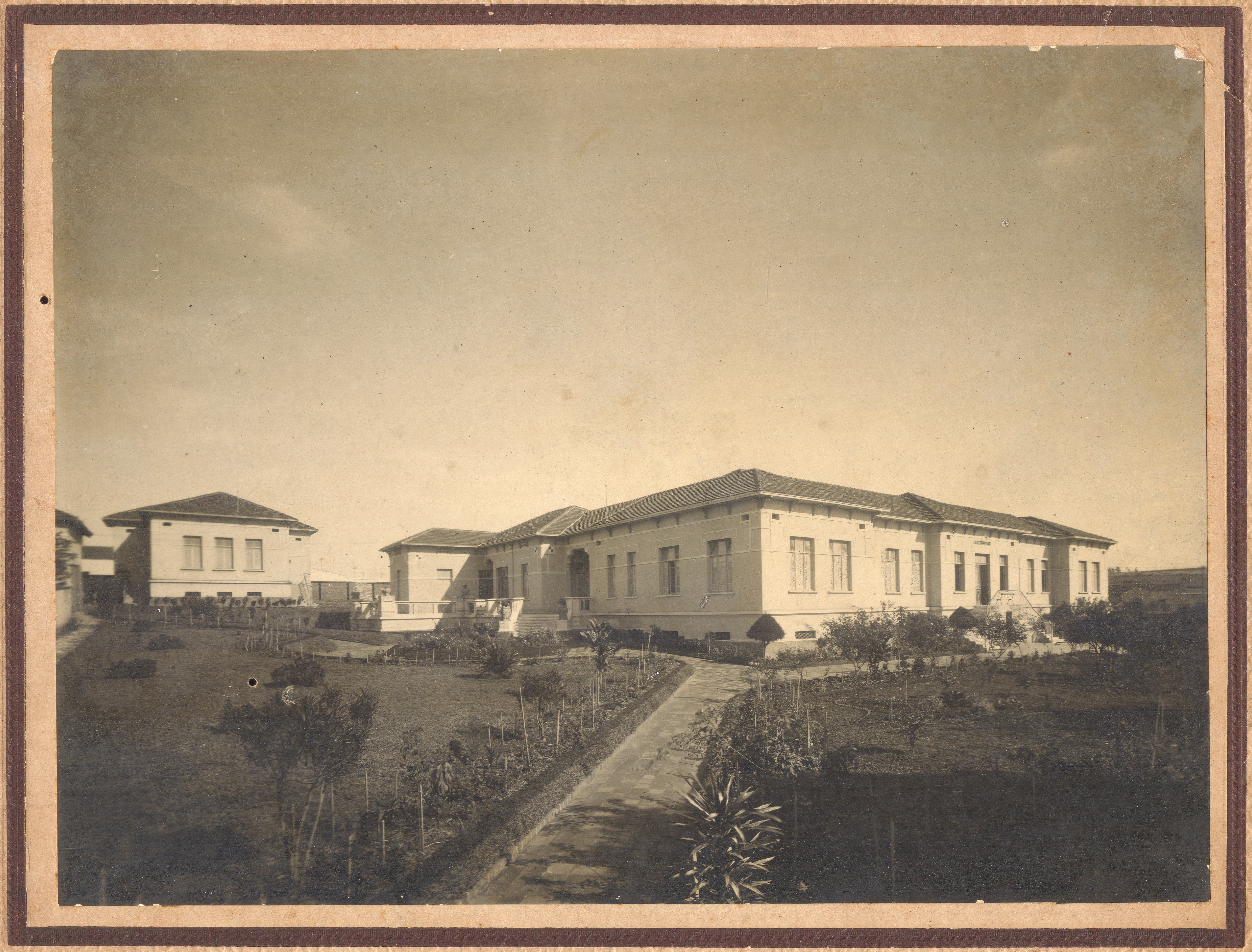
Maternidade de Campinas (1916)

A história da Maternidade de Campinas começa nos primeiros anos do século XX, quando vários médicos e políticos da cidade, dentre eles Tomás Alves, José Barbosa de Barros, Francisco Betin Pais Leme, Celso Silveira Resende, Mário Gatti, Antônio Pompeu de Camargo, Armando Rocha Brito, etc. reuniram-se para criar um hospital que atendesse mães carentes.
Em 1910, a Câmara Municipal de Campinas, presidida por Antônio Álvares Lobo, votou e aprovou a cessão de um terreno no lugar onde atualmente se localiza o cruzamento da Avenida Andrade Neves com a Avenida Barão de Itapura. No ano seguinte, iniciou-se a construção do prédio, que viria a abrigar a Maternidade até 1965, quando esta se mudou para o atual prédio.

## Características
- 198 leitos;
- 740 funcionários
- 546 médicos
- Realiza 40% dos nascimentos da cidade e região, sendo que destes nascimentos mais de 60% são pacientes do Sistema Único de Saúde.

## Especialidades
A Maternidade de Campinas oferece as seguintes especialidades:
- Ambulatório de Gestação de Alto Risco;
- Serviço de Ultrassonografia;
- Monitorização Cardio Fetal;
- Cirurgias Ginecológicas;
- Planejamento familiar;
- Centro de Lactação / Banco de Leite Humano.

## A Concessão da Rodoviária
Em 1963, a Prefeitura de Campinas concedeu à Maternidade de Campinas o direito de construir e explorar o terminal rodoviário de Campinas, através da Lei Municipal 2.918/1963, com direito a 40 anos de concessão (Decreto 2.174/1963) e foi substituída pela Lei 3.883/1970, que determinou a construção da rodoviária em no máximo dois anos (até agosto de 1972).
Foi construída então, no terreno pertencente à Maternidade, a Estação Rodoviária Dr. Barbosa de Barros, que com o passar dos anos não teve ampliação e foi ficando cada vez mais caótico. Em 2000, a concessão foi prorrogada por mais 20 anos, o que gerou problemas com ações legais movidas pelo Ministério Público, o que fez a prefeitura corrigir e prorrogar a concessão, mas com mais 20 anos a partir do fim do contrato (o que estenderia a concessão até 2030).
Dada a falta de condições da Maternidade em ampliar a Rodoviária ou construir um novo prédio, que atendesse ao interesse público e pusesse fim à situação caótica da velha rodoviária, em 2006 a Prefeitura desapropriou um terreno pertencente ao antigo pátio ferroviário da Estação de Campinas, com vistas à construção da nova rodoviária, o Terminal Multimodal de Campinas. Cassou a concessão da Maternidade, indenizando o período faltante até 2010 e fez uma concessão para o novo terminal rodoviário.
Foi contratada a mesma empresa que implodiu parte dos blocos da antiga Casa de Detenção de São Paulo e o edifício Palace II, no Rio de Janeiro. O valor pago foi de 480 mil reais, dividido entre a Maternidade de Campinas - dona do terreno - e a Prefeitura. Foram usados 200kg de dinamite para a demolição do conjunto.
No último minuto de 21 de junho de 2008, a Estação Rodoviária Dr. Barbosa de Barros teve a última partida de ônibus e foi fechada, o que causou a decadência do comércio no entorno e criou uma espécie de cracolândia nas imediações da antiga rodoviária, agora fechada com tapumes, causando muita insegurança na região.
Em março de 2010 veio o anúncio de que a antiga rodoviária, pertencente à Maternidade de Campinas, seria implodida. A demolição foi marcada para o final da manhã de domingo, 28 de março de 2010; contudo, no meio da semana, uma liminar impetrada em São Paulo pela empresa proprietária da construção abandonada adjacente ao terminal foi recebida no final da quarta-feira, 24 de março. Na tarde da sexta-feira, 26 de março, a liminar foi derrubada e a demolição, garantida. Às 11:00 de 28 de março de 2010 foi realizada a implosão do imóvel onde se localizava a estação, que foi abaixo em apenas dois segundos. Não houve danos consideráveis às construções vizinhas, apenas o estilhaçamento de algumas telhas  e vidros de construções vizinhas. A implosão gerou 12.000 toneladas de entulho, que serão removidos em 45 dias.